# Ali Maâloul
Ali Maâloul (Sfax, 1 de enero de 1990) es un futbolista tunecino que juega en la demarcación de lateral izquierdo para el Al Ahly SC de la Premier League de Egipto.

## Selección nacional
Hizo su debut con la selección de fútbol de Túnez el 6 de julio de 2013 en un encuentro de clasificación para el Campeonato Africano de Naciones de 2014 contra Marruecos que finalizó con un resultado de 0-1 a favor del combinado marroquí tras un gol de Abdessamad El Moubarki. El 2 de junio fue elegido por el seleccionador Nabil Maâloul para disputar la Copa Mundial de Fútbol de 2018.
Jugó dos partidos como titular en el Mundial, quedando Túnez eliminado en la primera fase.

## Clubes
| Club       | País   | Año       | Partidos | Goles |
| ---------- | ------ | --------- | -------- | ----- |
| CS Sfaxien | Túnez  | 2010-2016 | 143      | 56    |
| Al Ahly SC | Egipto | 2016-     | 264      | 51    |

## Palmarés

### Campeonatos nacionales
| Título                               | Club       | País   | Año  |
| ------------------------------------ | ---------- | ------ | ---- |
| Championnat de Ligue Profesionelle 1 | CS Sfaxien | Túnez  | 2013 |
| Premier League de Egipto             | Al Ahly SC | Egipto | 2017 |
| Copa de Egipto                       | Al Ahly SC | Egipto | 2017 |
| Supercopa de Egipto                  | Al Ahly SC | Egipto | 2017 |
| Premier League de Egipto             | Al Ahly SC | Egipto | 2018 |
| Supercopa de Egipto                  | Al Ahly SC | Egipto | 2018 |
| Premier League de Egipto             | Al Ahly SC | Egipto | 2019 |
| Premier League de Egipto             | Al Ahly SC | Egipto | 2020 |
| Copa de Egipto                       | Al Ahly SC | Egipto | 2020 |

### Campeonatos internacionales
| Título                       | Club       | País      | Año     |
| ---------------------------- | ---------- | --------- | ------- |
| Copa Confederación de la CAF | CS Sfaxien | Túnez     | 2013    |
| Liga de Campeones de la CAF  | Al-Ahly    | Egipto    | 2020    |
| Liga de Campeones de la CAF  | Al-Ahly    | Marruecos | 2021    |
| Supercopa de la CAF          | Al-Ahly    | Catar     | 2021-I  |
| Supercopa de la CAF          | Al-Ahly    | Catar     | 2021-II |
| Liga de Campeones de la CAF  | Al-Ahly    | Marruecos | 2023    |
| Liga de Campeones de la CAF  | Al-Ahly    | Egipto    | 2024    |